# Uskyld
|  | Denne artikel er oprettet af botten Steenthbot ud fra en ekstern database. Den kan derfor have sproglige fejl eller mangler. Denne skabelon kan fjernes efter kontrol af indholdet. |

Uskyld er en dansk dokumentarfilm 2022 instrueret af Guy Davidi.

## Handling
Filmen fortæller historien om unge israelske piger og drenge, som forsøgte at undgå værnepligt, men endte med at bukke under. Deres historie er aldrig fortalt, fordi de mistede livet for egen hånd, mens de gjorde tjeneste. Baseret på deres skræmmende dagbøger beskriver filmen deres indre kampe og den kamp og det pres, som de mødte i tjenesten. Filmen sammenfletter førstehåndsoptagelser fra militæret, øjeblikke fra deres opvækst og hjemmevideo af de afdøde soldater, hvis historier bliver betragtet som en trussel mod nationen Israel, og som derfor må skjules.